# Ökolöwe – Umweltbund Leipzig
Der Ökolöwe – Umweltbund Leipzig e. V. ist ein gemeinnütziger Verein mit Sitz in Leipzig, der im Interesse des Natur- und Umweltschutzes arbeitet. Dieser setzt sich für eine umweltgerechte und ökologische nachhaltige Entwicklung der Region Leipzig ein. Der Ökolöwe sieht sich als regionale Plattform für umweltfreundliche Ideen, Projekte und Aktionen. Er hat ca. 11 Mitarbeiter und etwa 1.500 Förderer.

## Aufgaben
Ziele und Aufgaben des Vereins sind der Schutz, die Bewahrung und Sanierung der natürlichen Umwelt in und um Leipzig, sowie eine umweltgerechte und ökologisch nachhaltige Entwicklung der Region. Dazu gehört auch das Einwirken auf Leipziger Umweltpolitik.
Der Verein bietet Informationen und Beratung, Aufklärung und aktive Unterstützung zu Natur- und Umweltthemen. Er betreibt die Umweltbibliothek Leipzig und den Stadtgarten Connewitz. Er arbeitet dabei auch mit anderen regionalen Umweltverbänden und Bürgerinitiativen zusammen.

## Geschichte
Der Verein hat seine Wurzeln in der DDR. Er entstand Ende 1989 aus Umweltgruppen der Kirche und des Kulturbundes. Ein Bestandteil des Ökolöwen ist die 1988 gegründete Umweltbibliothek, sie entstand innerhalb der 1981 gegründeten „AG Umweltschutz“ des Leipziger Jugendpfarramtes.
Am 23. November 1989 schlossen sich Leipziger Umweltgruppen der Kirche und des Kulturbundes zum Verein Ökolöwe zusammen und arbeitete an den Runden Tischen beim Rat des Bezirkes und der Stadt mit. Im Januar 1990 bezog der Ökolöwe eigene Räume im Haus der Demokratie. Im ersten Jahr erreichte der Ökolöwe gemeinsam mit der Bürgerinitiative „Stop Cospuden ’90“ das Ende vom Braunkohlenabbau im Tagebau Cospuden. So wurden große Teile des südlichen Auwaldes gerettet.
Am 9. April 1994 eröffneten Anwohner und der Verein mit einer gemeinsamen Pflanzaktion den Stadtgarten Connewitz. Mitte September 1997 wurde von der Stadt Leipzig auf der Karl-Liebknecht-Straße ein einjähriges Verkehrsexperiment mit einspurigem Verkehr, Parkstreifen und Radwegen gestartet. Die Grundlage bildet dabei ein Konzept vom Ökolöwen. Im Herbst 1998 wurde das Raumordnungsverfahren zur Staatsstraße 46 begleitet. Der Ökolöwe startete 2001 die landesweite Kampagne „Essen mit Stil“. Beherrschendes Thema war 2002 die von der Talsperrenmeisterei geplante Fällung der Bäume auf den Deichen im Leipziger Stadtgebiet. Nach verschiedenen Protestaktionen und Demonstrationen durch die Innenstadt brachte 2003 eine Klage die Einstellung der Fällaktionen. Die Verhinderung der Staatsstraße 46 und erste Ergebnisse des Projektes „Grüne Tore“ folgten 2006. Auf Initiative des Vereins wurde 2007 die Klima-Allianz Leipzig gegründet.

### Umweltbibliothek
Der Verein betreibt seit seiner Gründung mit der Umweltbibliothek Leipzig die größte öffentliche Einrichtung dieser Art eines freien Trägers in Deutschland. Sie hat jährlich etwa 2.000 Nutzer. In der vom Amt für Umweltschutz, vom Amt für Wirtschaftsförderung, der Bürgerstiftung, der Stadtwerke Leipzig, der Sparkasse Leipzig, dem Europäischen Sozialfonds für Deutschland und dem Land Sachsen sowie durch weitere Spenden von Medien, Abonnements und Geld unterstützten Umweltbibliothek stehen rund 22.000 Medien zur Verfügung.

### Nachhaltige Mobilität

#### Mach’s leiser
„Mach’s leiser – Mitwirken bei der Lärmaktionsplanung in Leipzig“ ist ein Modellprojekt des Vereins in Zusammenarbeit mit den Büros CivixX und StadtLabor. Es sollen gemeinsam mit den Leipzigern schützenswerte Ruhezonen und konkrete Lärmprobleme identifiziert und dafür gangbare Lösungen erarbeitet werden. Im Unterschied zur offiziellen Lärmaktionsplanung der Stadt Leipzig möchte der Ökolöwe dabei nicht in erster Linie auf rechnerischen Schalldaten aufbauen, sondern auf subjektiven Wahrnehmungen der Betroffenen. Dabei geht es auch um kleinräumige Lärmquellen. Hierbei sind das Umweltbundesamt, das Sächsische Landesamt für Umwelt, Landwirtschaft und Geologie, die Deutsche Bahn, die Leipziger Verkehrsbetriebe eingebunden.

### Stadtgarten Connewitz
Ein Anfang der 1930er Jahre als Schulgarten der Hildebrandschule angelegter Garten wurde seit 1993 zu einem öffentlichen Schau-, Beratungs- und Erholungsgarten umgestaltet. Dabei bildete das in Teilen vorhandene Gestaltungsgerüst die Grundlage und wurde durch die Einfügung regionaler, standortgerechter Stauden- und Gehölzpflanzungen ergänzt.
Heute besteht der Garten aus verschiedenen Bereichen wie Kräuter-, Bauern- und Gemüsegarten, verschiedenen Beetarten, einem Streuobstbereich, einem Teich und einer Trockenmauer. Weiter gibt es „Insektenhotels“ und einen Lagerfeuerplatz.

### Landwirtschaft und Ernährung

#### Bio-Bauern über die Schulter geschaut
Das Projekt ist Teil des Umweltbildungsangebots des Vereins und hat das Ziel Kindern und Jugendlichen ein authentisches Bild von ökologischer Landwirtschaft zu vermitteln. Der Verein besucht im Rahmen des Projektes Kindertagesstätten und Schulen und organisiert Projekttage mit Exkursionen zu Bio-Höfen und bio-verarbeitenden Betrieben, wo die Teilnehmer einen direkten Einblick in die Produktion der täglich konsumierten Lebensmittel erwerben können. Für Multiplikatoren bietet der Verein Fortbildungen an und gestaltet Broschüren zu ausgewählten Themen, die im Unterricht verwendet werden können. Das Projekt wird gefördert durch das Bundesministerium für Ernährung und Landwirtschaft im Rahmen des Bundesprogramms Ökologischer Landbau und andere Formen nachhaltiger Landwirtschaft (BÖLN).

### Umweltpolitik & Naturschutz

#### Leipziger Auwald
Der Verein engagiert sich für den Erhalt des Leipziger Auwalds. Mit Hinblick auf das Hochwasserschutzkonzept der Stadt Leipzig, das Baumfällarbeiten im Auwald vorsieht, kritisiert der Verein dabei auch das Vorgehen der Stadt und der Landestalsperrenverwaltung. Neben der Kritik am Fällen der Bäume fordert der Ökolöwe auch, die Flüsse im Auwald nicht für Motorboote freizugeben und den Ausbau der Wasserwege zu stoppen. Der Leipziger Auwald ist in seiner Gesamtheit Landschaftsschutzgebiet und in Teilen Naturschutzgebiet.

### Umwelttage/Ökofete
Seit 1990 veranstaltet der Verein die Leipziger Ökofete und seit 1997 auch die Umwelttage, die sich seitdem stets wachsender Beliebtheit erfreuen. Sie bieten Vereinen und Initiativen die Möglichkeit, sich einem großen Publikum vorzustellen und auf ihre Arbeit aufmerksam zu machen. Die Umwelttage sind ein ein- bis zweiwöchiges Programm in und um Leipzig, das anlässlich des Weltumwelttages im Frühling stattfindet. Die Ökofete ist mit über 15.000 Besuchern das größte Umweltfest der Stadt. Sie ist ein Frühlingsfest für die ganze Familie, auf dem etwa 130 Stände und ein Musikprogramm zum Mitmachen, Zuhören und Feiern einladen.

## Klage gegen Deichrodung 2002/2003
Im Dezember 2002 stellte die Leipziger Talsperrenmeisterei einen Antrag auf massive Abholzungen an Gewässern im Stadtgebiet zur Sicherung der Deiche, die im August 2002 unter starkem Hochwasser gelitten hatten. Nach Ansicht des Ökolöwen standen die Pläne der Behörde im Widerspruch zu den bereits geplanten oder laufenden Projekten zur Renaturierung des Auwaldes. Der Auwald solle als natürlicher Auffangraum für Hochwasser dienen. Eine Instandsetzung bestimmter Deiche und die damit verbundenen Baumfällmaßnahmen in Landschafts- und Naturschutzgebieten sei daher überflüssig. Als die Proteste wirkungslos blieben, reichte der Ökolöwe Klage ein. Am 23. Januar 2003 entschied das Sächsische Oberverwaltungsgericht in Bautzen, dass die Baumfällungen einzustellen sind.

## Auszeichnungen
- 2009: Preisträger im MUNA-Wettbewerb von ZDF und Deutscher Bundesstiftung Umwelt für das Projekt „Streuobstwiese Leutzsch“[8]
- 2009: Gold-Urkunde für die meisten mit dem Rad zurückgelegten Kilometer beim Stadt-Radeln 2009 für das Team des Ökolöwen[9]
- 2009: Auszeichnung bei einem Wettbewerb des „Projekt 1000 × 1000“ von dm-drogerie markt und der Deutschen UNESCO-Kommission für die Projekte „Die Müllpiloten“ und „Kinder entdecken die Landwirtschaft und ihre Produkte“[10]
- 2008: Deutscher Nachhaltigkeitspreis in der Kategorie „ZeitZeicheN-Ideen 2008“, Themenbereich Klimaschutz gemeinsam mit dem Caritasverband Leipzig für das Projekt „Haushaltsenergieberatung in sozial schwachen Haushalten“[11]